# Данмор (Кентуккі)
Данмор (англ. Dunmor) — переписна місцевість (CDP) в США, в окрузі Муленберґ штату Кентуккі. Населення — 322 особи (2020).

## Географія
Данмор розташований за координатами 37°4′31″ пн. ш. 86°59′43″ зх. д. / 37.07528° пн. ш. 86.99528° зх. д. (37.075260, -86.995328).  За даними Бюро перепису населення США в 2010 році переписна місцевість мала площу 6,76 км², з яких 6,72 км² — суходіл та 0,04 км² — водойми.

## Демографія
Згідно з переписом 2010 року, у переписній місцевості мешкало 317 осіб у 126 домогосподарствах у складі 91 родини. Густота населення становила 47 осіб/км².  Було 151 помешкання (22/км²).
Расовий склад населення:
| - 100,0 % — білих |

До двох чи більше рас належало 0,0 %. Частка іспаномовних становила 0,0 % від усіх жителів.
За віковим діапазоном населення розподілялося таким чином: 22,7 % — особи молодші 18 років, 60,3 % — особи у віці 18—64 років, 17,0 % — особи у віці 65 років та старші. Медіана віку мешканця становила 39,5 року. На 100 осіб жіночої статі у переписній місцевості припадало 101,9 чоловіків;  на 100 жінок у віці від 18 років та старших — 99,2 чоловіків також старших 18 років.